# Rasterização de fonte
Rasterização de fonte é o processo de conversão de texto de uma descrição de vetor (como encontrado em fontes escalonáveis, como fontes TrueType) para uma descrição raster ou bitmap. Isto muitas vezes envolve algum anti-aliasing no texto da tela para torná-lo mais suave e fácil de ler. Pode também envolver "hinting", isto é, o uso de informações pré-computadas para um tamanho de fonte particular.

## Tipos de rasterização

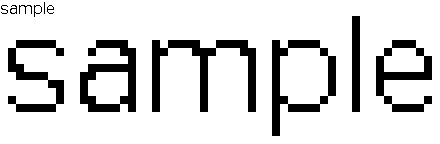
Rasterização simples, sem anti-aliasing

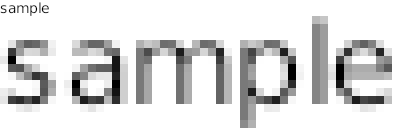
Rasterização com anti-aliasing, sem hinting

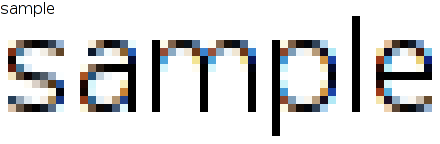
Rasterização com hinting e renderização subpixel para uma tela plana do painel RGB

Em sistemas operacionais modernos, rasterização é normalmente fornecida por uma biblioteca compartilhada comum para muitas aplicações. Uma biblioteca compartilhada pode ser integrada no sistema operacional ou no ambiente de trabalho, ou pode ser adicionada em algum momento posterior. Em princípio, cada aplicativo pode usar uma biblioteca de rasterização de fontes diferente, mas na prática a maioria dos sistemas tentam padronizar em uma única biblioteca.